# Manuel Basulto y Jiménez
Manuel Basulto y Jiménez (Adanero, 17 maggio 1869 – Madrid, 12 agosto 1936) è stato un vescovo cattolico spagnolo. È uno dei tredici vescovi uccisi nella zona repubblicana durante la guerra civile spagnola, vittima della persecuzione religiosa.

## Biografia
Monsignor Manuel Basulto y Jiménez ad Adanero il 17 maggio 1869 ed era figlio di un mugnaio.

### Formazione e ministero sacerdotale
Compì gli studi ecclesiastici ad Avila.
Il 15 marzo 1893 fu ordinato presbitero. Iniziò il ministero pastorale a Narros del Puerto. In seguito conseguì la licenza in teologia presso il seminario centrale "San Carlo Borromeo" di Salamanca e la laurea in giurisprudenza all'Università di Valladolid. Ricoprì diversi incarichi sia come sacerdote sia come professore in diverse università spagnole. Fu direttore del circolo cattolico degli operai e dell'associazione dell'apostolato della preghiera e della Conferenza di San Vincenzo de' Paoli, canonico magistrale della cattedrale di León e canonico nella cattedrale di Sant'Isidoro a Madrid.

### Ministero episcopale
Il 4 settembre 1909 papa Pio X lo nominò vescovo di Lugo. Ricevette l'ordinazione episcopale il 16 gennaio successivo dall'arcivescovo Antonio Vico, nunzio apostolico in Spagna, co-consacranti il vicario castrense per la Spagna Jaime Cardona y Tur e il vescovo di Madrid José María Salvador y Barrera. Era un uomo di grande cultura e umanità. Si preoccupò del clero, incentivò la catechesi dei giovani e degli adulti e promosse l'associazionismo sindacale dei circoli operai cattolici. Diede un importante impulso allo sviluppo dell'Azione Cattolica, in particolare ai giovani. Nel 1916 venne nominato senatore dall'arcidiocesi di Santiago di Compostela.
Il 18 dicembre 1919 papa Benedetto XV lo nominò vescovo di Jaén. Prese possesso della diocesi il 14 giugno successivo per procura. Il 29 dello stesso mese celebrò la sua prima messa in diocesi.
Dopo il colpo di Stato che diede inizio alla guerra civile spagnola, il 2 agosto 1936 monsignor Basulto venne arrestato nella sua abitazione nel palazzo vescovile con la sorella Teresa, il marito di questa, Mariano Martín, e il decano della cattedrale, don Félix Pérez Portela. Fu imprigionato nella cattedrale di Jaén, dove erano già custoditi altri detenuti di destra. Con lo scoppio della guerra, le carceri di Jaén erano affollate di detenuti politici. Questo costituiva un serio problema per le autorità repubblicane della provincia.
Il governatore civile di Jaén, preoccupato per il sovraffollamento dei detenuti e per la possibilità di una rivolta da parte degli elementi più violenti, parlò con il direttore generale delle carceri, Pedro Villar Gómez, e chiese di trasferire diversi detenuti nel carcere di Alcalá de Henares. Ottenuta l'approvazione, organizzò diverse spedizioni ferroviarie che dovevano trasferire i prigionieri.
Il 12 agosto monsignor Basulto fu trasferito in treno con altri 245 detenuti, tra cui la sorella e il decano della cattedrale. Quando il convoglio giunse alla stazione di Santa Catalina-Vallecas (Madrid), un gruppo di militanti anarchici fermò il convoglio e sganciò la locomotiva. Sia il capostazione che l'ufficiale della Guardia Civil che comandava la fornitura di scorta ai convogli, parlarono al telefono con il direttore generale della Sicurezza Manuel Muñoz Martínez. Fu informato dell'incidente e del fatto che gli anarchici avevano installato tre mitragliatrici all'altezza di El Pozo del Tío Raimundo e che avevano minacciato di sparare alle guardie civili se non se ne fossero andati. Manuel Muñoz, impotente e senza mezzi per potere affrontare tale situazione, autorizzò le guardie civili a ritirarsi. Più tardi spiegò che "la piccola autorità che il governo aveva ancora sarebbe crollata se le magre forze dell'ordine pubblico fossero state travolte in uno scontro con il popolo armato".
Dopo il ritiro delle forze dell'ordine, i miliziani iniziarono a giustiziare gran parte dei prigionieri trasportati sul treno. Vennero uccise 193 persone, in gruppi di 25, ed i loro corpi saccheggiati dei pochi averi. Monsignor Basulto, venne fatto inginocchiare e cominciò a pregare. Venne quindi giustiziato. Anche sua sorella Teresa venne giustiziata. Quando il governatore civile di Jaén venne a sapere degli omicidi, desolato, presentò immediatamente le sue dimissioni.
Attualmente è sepolto nella cripta della chiesa del Sagrario della cattedrale di Jaén.

## Beatificazione
Il 21 giugno 2010 la Congregazione delle cause dei santi approvò il martirio del vescovo e dei suoi cinque compagni.
Il 28 marzo 2013 papa Francesco ricevette in udienza privata il cardinale Angelo Amato, prefetto della Congregazione delle cause dei santi, e lo autorizzò a promulgare il decreto riguardante il martirio dei Servi di Dio Emanuele Basulto Jiménez, vescovo di Jaén, e 5 compagni; uccisi in odio alla Fede in Spagna dal 1936 al 1939.
Vennero beatificati il 13 ottobre 2013 durante una cerimonia tenutasi al Complex Educatiu di Tarragona e presieduta dal cardinale Angelo Amato, prefetto della Congregazione delle cause dei santi.

## Genealogia episcopale
La genealogia episcopale è:
- Cardinale Scipione Rebiba
- Cardinale Giulio Antonio Santori
- Cardinale Girolamo Bernerio, O.P.
- Arcivescovo Galeazzo Sanvitale
- Cardinale Ludovico Ludovisi
- Cardinale Luigi Caetani
- Cardinale Ulderico Carpegna
- Cardinale Paluzzo Paluzzi Altieri degli Albertoni
- Papa Benedetto XIII
- Papa Benedetto XIV
- Papa Clemente XIII
- Cardinale Bernardino Giraud
- Cardinale Alessandro Mattei
- Cardinale Pietro Francesco Galleffi
- Cardinale Giacomo Filippo Fransoni
- Cardinale Carlo Sacconi
- Cardinale Edward Henry Howard
- Cardinale Mariano Rampolla del Tindaro
- Cardinale Antonio Vico
- Vescovo Manuel Borras y Ferré